# Xuân Đông (Đồng Nai)
Xuân Đông is een xã die ligt in het district Cẩm Mỹ, een van de negen districten van de Vietnamese provincie Đồng Nai.